# Wedge Tomb von Ballynahown

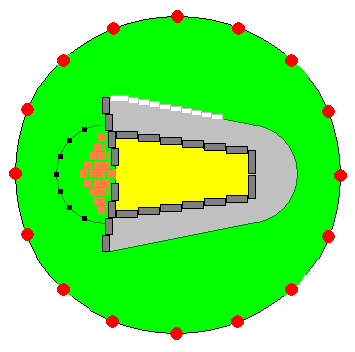
Idealtypischer Grundplan eines Wedge Tombs

Das Wedge Tomb von Ballynahown (auch Leitrim Mor genannt) liegt im gleichnamigen Townland (irisch Baile na hAbha) an der Südseite der Beara-Halbinsel und mit Blick auf Bantry Bay östlich von Adrigole im County Cork in Irland. Wedge Tombs (deutsch „Keilgräber“), früher auch „wedge-shaped gallery grave“ genannt, sind doppelwandige, ganglose, mehrheitlich ungegliederte Megalithbauten der späten Jungsteinzeit und der frühen Bronzezeit.
Das vergleichsweise schmale nordost-südwest-orientierte Wedge Tomb ist etwa 3,0 m lang und hat eine keilförmige Galerie von 1,5 m Breite am West- und 1,0 m am Ostende. Es gibt nur zwei erhaltene Seitensteine, die den Deckstein stützen, der über dem Ostende liegt. Zwei niedrige überlappende Steine an der Nordseite zeigen, dass die Galerie im Westen ursprünglich weiter ging. Der überdachte Teil nimmt von Westen nach Osten in der Höhe ab. Das Wedge Tomb liegt in einen niedrigen Resthügel von 10,5 × 7,5 m.
Ein gleichnamiges Townland liegt im County Clare.
In der Nähe steht der 2,6 m hohe Menhir von Leitrim Beg.